# Maxwell Taylor

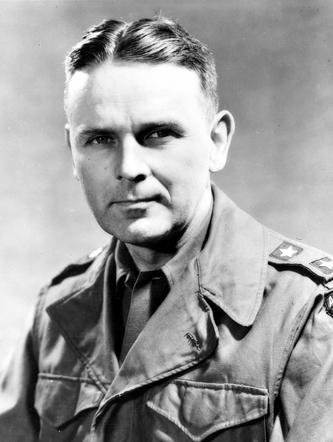
Oficjalna fotografia wojskowa wykonana zimą 1944 r.

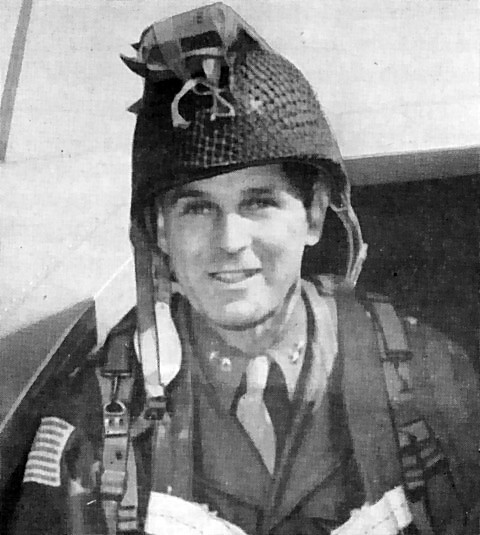
Maxwell Taylor w mundurze polowym, tuż przed Market Garden

Maxwell Davenport „Max” Taylor (ur. 26 sierpnia 1901 w Keytesville, zm. 19 kwietnia 1987 w Waszyngtonie) – generał armii amerykańskiej, uczestnik II wojny światowej i wojny koreańskiej, przewodniczący Kolegium Połączonych Szefów Sztabów (1962–1964).

## Życiorys

### Dzieciństwo i młodość
Maxwell Taylor urodził się 26 sierpnia 1901 w Keytesville w stanie Missouri. Studiował na Akademii Wojskowej w West Point, którą ukończył w 1922 z czwartą lokatą w swym roczniku. Staż odbywał przez cztery lata w jednostkach inżynieryjnych. Potem wstąpił do 10. pułku artylerii polowej, studiował do 1933 w Szkole Artylerii w Fort Sill jednocześnie wykładając język francuski i hiszpański w swej byłej szkole, West Point. Następnie, do 1935, uczył się w Fort Leavenworth. W tymże roku awansował na kapitana. W latach 1937–1939 służył w Chinach jako attaché wojskowy i krótko w Ameryce Łacińskiej. Później został mianowany dowódcą 12 dywizjonu artylerii polowej stacjonującego w Teksasie.

### II wojna światowa
Tydzień po przystąpieniu USA do wojny Taylor został przeniesiony do Sztabu Generalnego i awansowany na pułkownika, a także dowódcę 82 Dywizji Powietrznodesantowej. W grudniu 1942 jego rangę podniesiono do generała brygady. W lipcu 1943 wylądował na Sycylii. Tam wziął udział w tajnej, niebezpiecznej misji. Został wysłany do Włoch kontynentalnych, pod Rzym, gdzie spotkał się z przyszłym premierem Włoch, Pietro Badoglio. Uzyskane od niego informacje zmusiły go do wstrzymania planowanego desantu powietrznego, gdyż strefy zrzutów były już zajęte przez wroga. Samoloty zawróciły w ostatniej chwili, a Maxwell uratował życie setek Amerykanów. Za ten czyn został doceniony przez przełożonych.
W marcu 1944 dowódca 101 Dywizji Powietrznodesantowej, William C. Lee, przeszedł zawał serca. Taylor przejął jego stanowisko. W nocy z 5 na 6 czerwca 1944 skakał ze spadochronem w Normandii, jak i pod Nijmegen w Market Garden. Gdy jego jednostka została oblężona w Bastogne, udał się na konferencję sztabu w Waszyngtonie, za co został znienawidzony przez swoich podwładnych. Maxwell dowodził 101 DPD do września 1945.

### Okres powojenny
Po zdjęciu ze stanowiska dowódcy 101 DPD (jednostka przechodziła gruntowną reformę), został wysłany do USA, aby przejąć stanowisko komendanta Akademii Wojskowej w West Point. W 1949 powrócił do Europy, gdzie przez dwa lata piastował funkcję naczelnego dowódcy sił amerykańskich okupujących Berlin. W 1953 został ponownie wysłany na wojnę, tym razem do Korei. Tam dowodził 8 Armią, a w 1955 został zwierzchnikiem Armii Stanów Zjednoczonych na Dalekim Wschodzie. Jeszcze w tym samym roku objął jedno z najwyższych amerykańskich stanowisk wojskowych – szefa sztabu Armii. Sprawowana funkcja zapewniała mu nietykalność, toteż bez oporów krytykował Dwighta Eisenhowera jako prezydenta i faworyzowanie przez niego broni jądrowej. W lipcu 1959 przeszedł na emeryturę.
Krytykując również w cywilu plan Eisenhowera New Look zaskarbił sobie szacunek przyszłego prezydenta, Johna F. Kennedy’ego, również przeciwnika Eisenhowera. Przyszły prezydent USA otwarcie chwalił Taylora za uczciwość, honorowość, inteligencję i umiejętności zarówno taktyczne, jak i strategiczne. Na początku 1960 Taylor wydał książkę The Uncertian Trumpet, w której ostro krytykował politykę współczesnych mu Stanów Zjednoczonych. Taylor analizował wraz z innymi wojskowymi przyczyny nieudanej próby zajęcia Zatoki Świń na Kubie. Niedługo potem, z powodu niekorzystnej sytuacji na froncie w Wietnamie został przywrócony do służby. Od 1962 do 1964 zajmował najwyższe stanowisko wojskowe USA – przewodniczącego Kolegium Połączonych Szefów Sztabów. W tym czasie przeżył głęboki szok emocjonalny – w zamachu zginął jego wieloletni zwolennik i przyjaciel, prezydent USA John Kennedy.
Później Taylor został na rok ambasadorem amerykańskim w Sajgonie, a w 1965 kierował Radą Doradczą Wywiadu u boku prezydenta USA Lyndona Johnsona. Następnie od 1966 do 1969 przewodniczył Instytutowi Strategicznych Analiz Obronnych. Później ostatecznie przeszedł na emeryturę.
Zmarł 19 kwietnia 1987 w Waszyngtonie. Został pochowany na Narodowym Cmentarzu w Arlington w stanie Wirginia.

## Awanse
- podporucznik US Army – 22 czerwca 1922
- porucznik US Army – luty 1927
- kapitan US Army – sierpień 1935
- major US Army – lipiec 1940
- podpułkownik US Army – grudzień 1941
- pułkownik US Army – luty 1942
- generał brygadier US Army – grudzień 1942
- generał major US Army – maj 1944
- podpułkownik regularnej armii – czerwiec 1945
- generał brygadier regularnej armii – styczeń 1948
- generał major regularnej armii – sierpień 1951
- generał porucznik US Army – sierpień 1951
- generał – czerwiec 1953

## Odznaczenia[3]
- Distinguished Service Cross
- Distinguished Service Medal – dwukrotnie
- Srebrna Gwiazda – dwukrotnie
- Legia Zasługi
- Brązowa Gwiazda
- Purpurowe Serce
- American Defense Service Medal
- European-African-Middle Eastern Campaign Medal
- World War II Victory Medal
- Army of Occupation Medal
- National Defense Service Medal
- Korean Service Medal
- Wielki Oficer Orderu Leopolda (Belgia)
- Wielki Oficer Orderu Korony z palmą (Belgia)
- Krzyż Wojenny z palmą (Belgia)
- Wielki Oficer Orderu Zasługi Wojskowej (Brazylia)
- Krzyż Wielki Orderu Świętej Trójcy (Etiopia)
- Komandor Komendant Legii Honorowej (Filipiny)
- Komandor Legii Honorowej (Francja)
- Krzyż Wojenny (Francja)
- Wielki Komandor Orderu Jerzego I (Grecja)
- Krzyż za Zasługi Wojskowe I klasy (Gwatemala)
- Krzyż Kawalerski Orderu Wojskowego Wilhelma (Holandia)
- Wielka Wstęga Orderu Wschodzącego Słońca (Japonia)
- Wielki Oficer Orderu Boyacá (Kolumbia)
- Wstęga Taeguk Orderu Zasług Wojskowych (Korea Południowa)
- Wstęga Feldmarszałka Eulji Orderu Zasług Wojskowych (Korea Południowa)
- Medal za Zasługi Wojskowe I klasy (Meksyk)
- Wielki Oficer Wojskowego Orderu Ayacucho (Peru)
- Wielka Wstęga Orderu Chmury i Sztandaru (Republika Chińska)
- Order Korony Tajlandii I klasy (Tajlandia)
- Honorowy Towarzysz Orderu Łaźni (Wielka Brytania)
- Honorowy Rycerz Komandor Orderu Imperium Brytyjskiego (Wielka Brytania)
- Distinguished Service Order (Wielka Brytania)
- Wielki Oficer Orderu Zasługi Republiki Włoskiej (Włochy)
- Krzyż Komandorski Orderu Wojskowego Włoch (Włochy)
- United Nations Korea Medal (ONZ)